# مصليات الشكل
مَصْلِيَّات الشكل أو فصيلة سيرولومورفيدي (الاسم العلمي: Sierolomorphidae)، فصيلة دبابير تتكون من عشر أنواع جميعها ضمن جنس مَصْلِي الشكل (Sierolomorpha). توجد في نصف الكرة الشمالي. إنها نادرة ولا يُعرف إلا القليل عن أحيائيتها.